# Försträckning
Försträckning är en juridisk term för ett avtal om ett speciellt sorts lån. Det innebär att någon överlämnar fungibla varor, till någon annan med villkor att få tillbaka lika mycket av samma slag. Det vanligaste föremålet för försträckning är pengar, och ofta betalas ränta som ersättning.
Försträckning kallas i dagligt tal oftast, och någon gång även i lag och författningar, lån. Detta språkbruk överensstämmer emellertid inte med den juridiska terminologin, som med lån egentligen avser ett kontrakt om brukande, utan ersättning, av individuellt bestämd lös sak som tillhör någon annan. Samma sak skall återlämnas till långivaren. Skulle denna typ av avtal innebära ersättning för brukandet, förvandlas kontraktet till lega (hyra). Får saken inte brukas, uppkommer ett inlagsavtal (deposition).
Den här terminologin förekommer i Handelsbalken från år 1736.